# Veltins-Arena
Veltins-Arena je fotbalový stadion v německém městě Gelsenkirchen. Původní jméno bylo Arena AufSchalke. Stadion byl otevřen v roce 2001 jako nové hřiště pro místní klub FC Schalke 04. Odehrály se na něm také čtyři zápasy Mistrovství světa, včetně čtvrtfinále. Od UEFA má označení jako jeden z takzvaných pětihvězdičkových stadionů. Ligová kapacita je 61 481 (stání a sezení), kapacita pro mezinárodní zápasy je 53 993 (jen na sezení). Práva na pojmenování stadionu byla prodána v roce 2005 pivovarnické společnosti Veltins. V letech 2003 – 2007 zde odehrával domácí zápasy tým amerického fotbalu Rhein Fire. Stadion hostil některé zápasy ME ve fotbale 2024. 

## Lední hokej
Dne 7. května 2010 se na stadionu uskutečnilo zahajovací utkání mistrovství světa v ledním hokeji, v němž domácí německá reprezentace porazila mužstvo Spojených států amerických v poměru 2:1 v prodloužení. Utkání přihlíželo 77 803 diváků.